# Cafana
Cafana é uma cidade e sede da comuna rural de Kofan, na circunscrição de Sicasso, na região de Sicasso.